# Linsjötjärnarna
Linsjötjärnarna är varandra näraliggande sjöar i Härjedalens kommun i Härjedalen och ingår i Ljusnans huvudavrinningsområde:
- Linsjötjärnarna (Överhogdals socken, Härjedalen, 690487-144064), sjö i Härjedalens kommun, 62°15′06″N 14°39′46″Ö / 62.2516°N 14.6627°Ö
- Linsjötjärnarna (Överhogdals socken, Härjedalen, 690492-144029), sjö i Härjedalens kommun, 62°15′07″N 14°39′22″Ö / 62.252°N 14.656°Ö